# Smog

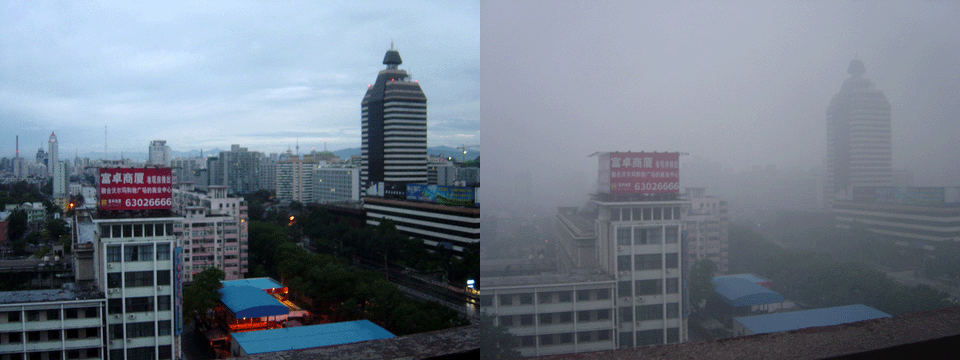
Fotografi från Peking, augusti 2005. Till vänster en vy efter regn, till höger samma vy en solig dag med smog.

Smog kommer av engelskans smoke (rök) och fog (dimma), och betecknar en blandning av dimma och luftföroreningar som främst förekommer i storstäder. 
Industriell smog består av aska, sot, svaveldioxid, samt en del lättflyktiga organiska föreningar och kommer främst från industriella förbränningsprocesser. Smogen uppstår främst vintertid på grund av temperaturinversion då föroreningarna stannar kvar på marknivå.
Fotokemisk smog består av kolväten, kväveoxider, samt kolmonoxid och uppstår främst från trafikföroreningar på varma dagar då kväveoxider reagerar med solljus och bildar hydroxidradikaler och marknära ozon.

## Uttryckets ursprung
Uttrycket anses ha myntats av den i London bosatte läkaren Henry Antoine Des Voeux i skriften Fog and Smoke ("dimma och rök")  och citerades den 26 juli 1905 i Londondagstidningen Daily Graphic. Tidningen skrev att Des Voeux "gjorde allmänheten en tjänst genom att komma på ett uttryck för Londondimman". Emellertid har man senare funnit att termen använts 25 år tidigare i Santa Cruz & Monterey Illustrated Handbook, publicerad 1880.